# Rodney Dent
Rodney Dent (Edison, 25 dicembre 1970) è un ex cestista statunitense, professionista nella Korisliiga.

## Carriera
È stato selezionato dagli Orlando Magic al secondo giro del Draft NBA 1994 (31ª scelta assoluta).